# Cantonul Jussac
Cantonul Jussac este un canton din arondismentul Aurillac, departamentul Cantal, regiunea Auvergne, Franța.

## Comune
| Comune               | Populație (1999) | Cod poștal | Cod INSEE |
| -------------------- | ---------------- | ---------- | --------- |
| Crandelles           | 598              | 15250      | 15056     |
| Jussac               | 1 779            | 15250      | 15083     |
| Naucelles            | 1 782            | 15000      | 15140     |
| Reilhac              | 957              | 15250      | 15160     |
| Teissières-de-Cornet | 174              | 15250      | 15233     |